# Hideki Tódžó
Hideki Tódžó (japonsky 東條 英機, Tódžó Hideki; 30. prosince 1884, Tokio – 23. prosince 1948, Tokio) byl japonský generál a politik. Je také znám pod přezdívkou „Břitva“ (japonsky カミソリ, Kamisori).

## Život
Narodil se v Tokiu 30. prosince 1884. Byl synem důstojníka japonské císařské armády a dcery buddhistického kněze.
V 15 letech nastoupil do vojenské přípravky a absolvoval vojenskou službu v Mandžusku. Po jejím skončení nastoupil na vojenskou akademii, kterou absolvoval v roce 1905. Po I. světové válce sloužil jako vojenský přidělenec ve Švýcarsku a Německu. Když se roku 1922 vracel zpět do Japonska, strávil nějaký čas v USA.
V letech 1935–1937 vedl tajnou policii Kempeitai. Roku 1937 byl jmenován náčelníkem štábu Kuantungské armády v Mandžusku a o rok později byl jmenován náměstkem ministra války. Díky zvláštnímu výnosu císaře Hirohita mohl souběžně vykonávat civilní (náměstek) i vojenské (generál) funkce. V letech 1940–1941 byl ministrem války. 17. října 1941 rezignoval premiér princ Fumimaro Konoe. Tódžó nastoupil na jeho místo a setrval v něm do roku 1944, kdy byl donucen k rezignaci po pádu ostrova Saipan. Po japonské kapitulaci 2. září 1945 se neúspěšně pokusil spáchat sebevraždu zastřelením a byl zatčen spojenci. V Tokijském procesu jej soudní tribunál uznal vinným z válečných zločinů. Byl odsouzen k trestu smrti a 23. prosince 1948 v Tokiu oběšen.